# Atacama Cosmology Telescope (Telescopio Atacama Cosmológico)

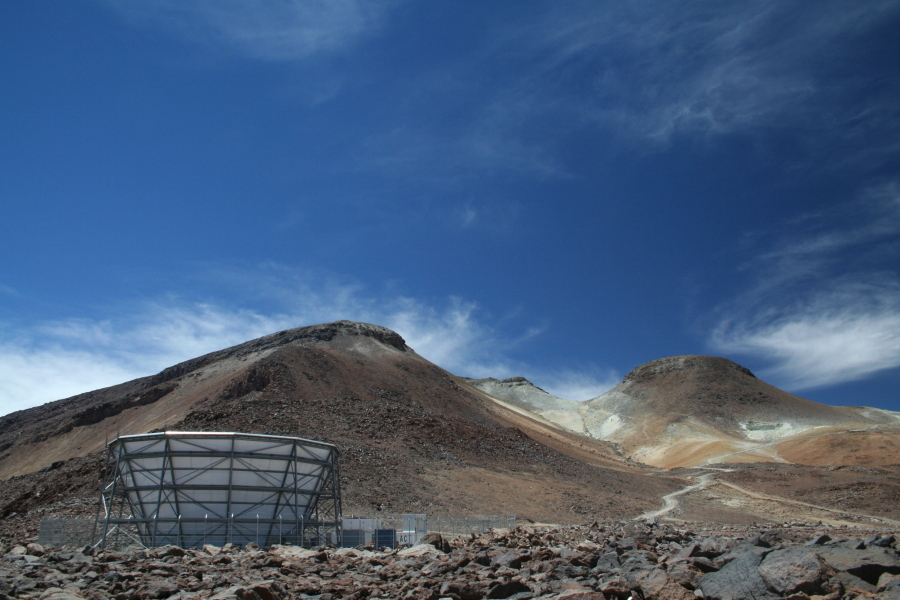
El Telescope Atacama Cosmológico, con Cerro Toco en el trasfondo

El Telescopio de Cosmología de Atacama ( ACT, por sus siglas en inglés ) es un telescopio cosmológico de ondas milimétricas ubicado en Cerro Toco en el Desierto de Atacama en el norte de Chile. ACT observa el cielo con alta sensibilidad, resolución de un minuto de arco, en longitudes de onda de microondas para estudiar la radiación de fondo de microondas cósmica (CMB, por sus siglas en inglés), la radiación reliquia dejada por el proceso del Big Bang. Ubicado a 40 km de San Pedro de Atacama, a una altitud de 5190 metros (17 027,6 pies), es uno de los telescopios terrestres más altos del mundo.
Experimentos del fondo de microondas cósmico como ACT, el Telescopio del Polo Sur, el satélite WMAP y el satélite Planck han proporcionado evidencia fundamental para el modelo de cosmología estándar: Lambda-CDM. ACT fue el primero en detectar siete picos acústicos en el espectro de potencia del CMB, descubrió el cúmulo de galaxias más extremo e hizo la primera detección estadística de los movimientos de los cúmulos de galaxias a través del efecto Sunyaev-Zeldovich cinemático por pares.
ACT se construyó en el 2007 y recolectó datos por primera vez en octubre de 2007 con su primer receptor, el Millimeter Bolometer Array Camera (MBAC, Cámara de Formación de Bolómetros Milimétricos). ACT ha tenido dos importantes actualizaciones del receptor que permitieron observaciones sensibles a la polarización de luz incidente: ACTPol (2013-2016) y Advanced ACT (2017-2022). ACT observó por última vez en 2022. ACT está financiado por la Fundación Nacional de Ciencias de EE. UU.

## Objectivos científicos
Las medidas de la radiación cósmica de fondo de microondas (CMB) realizadas por experimentos como COBE, BOOMERanG, WMAP, CBI, el Telescopio del Polo Sur y muchos otros, han avanzado nuestro conocimiento de la cosmología enormemente, particularmente en la evolución temprana del universo. El efecto Sunyaev-Zeldovich, por el cual los cúmulos de galaxias dejan una huella en el CMB, es prominente gracias a la resolución de minuto de arco medidas por ACT. Este método de detección proporciona una medida independiente del corrimiento al rojo de la masa de los cúmulos, lo que significa que los cúmulos antiguos más distantes son tan fáciles de detectar como los cúmulos cercanos.

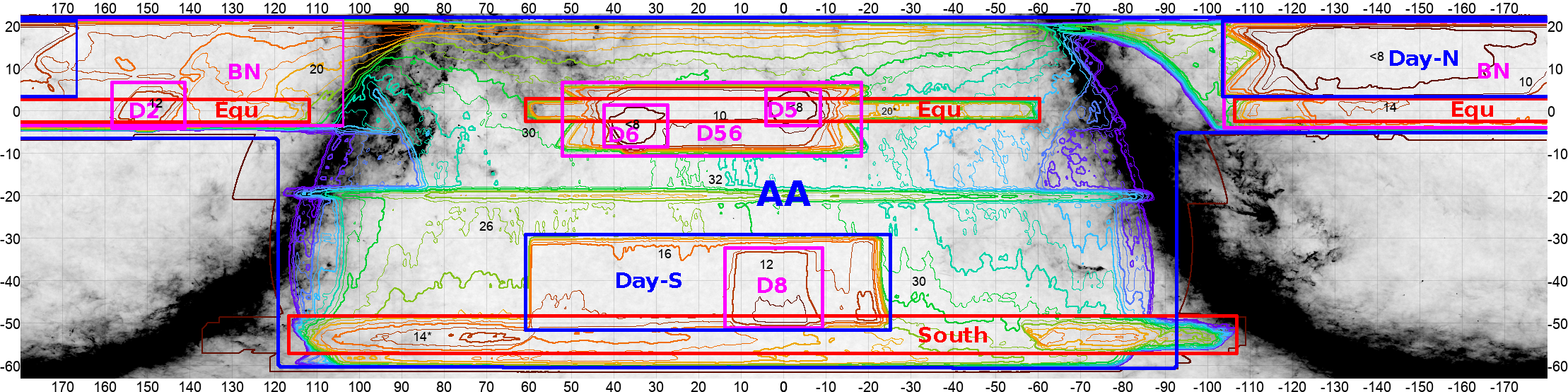
Telescopio de Cosmología de Atacama observando sectas y mapa de profundidad

La detección de cúmulos de galaxias y las mediciones de seguimiento en luz visible y en rayos X proporcionan una imagen de la evolución de la estructura del universo desde el Big Bang. Esto se utiliza para mejorar nuestra comprensión de la naturaleza de la misteriosa Energía Oscura que parece ser un componente dominante del universo.
Las observaciones de alta sensibilidad de la radiación de fondo cósmico de microondas permiten mediciones precisas de parámetros cosmológicos, detección de cúmulos de galaxias, entre otros objetivos científicos, sondeando las primeras y últimas etapas en la historia de la evolución del universo.

## Descubrimientos científicos destacados
A lo largo de su operación, ACT ha aportado a la comunidad científica con:
- La primera detección de siete picos acústicos en el espectro de potencia del CMB.[5]
- Primera detección de lentes gravitacionales con solo en un mapa CMB.[6]
- Primera medición de la correlación cruzada entre cuásares ópticos y lentes CMB.
- Primera medición de la correlación cruzada entre la lente CMB y la lente galaxia.
- Descubrimiento del cúmulo de galaxias más extremo .[7]
- Primera medición de los movimientos de cúmulos de galaxias utilizando el efecto cinemático Sunyaev-Zeldovich por pares.[8][2]
- Proporcionó estimaciones actualizadas de la constante de Hubble.[9]
- Proporcionó evidencia de energía oscura usando solo datos CMB.
- Primera detección estadística de lentes CMB por halos de materia oscura masivos
- Primera medida de los movimientos de cúmulos de galaxias utilizando el método de reconstrucción de la velocidad.[10]
- Primera medición térmica y cinemática conjunta del perfil de galaxia por efecto Sunyaev-Zeldovich .[10]
- Una búsqueda a ciegas del Planeta Nueve .[11]

## Ubicación

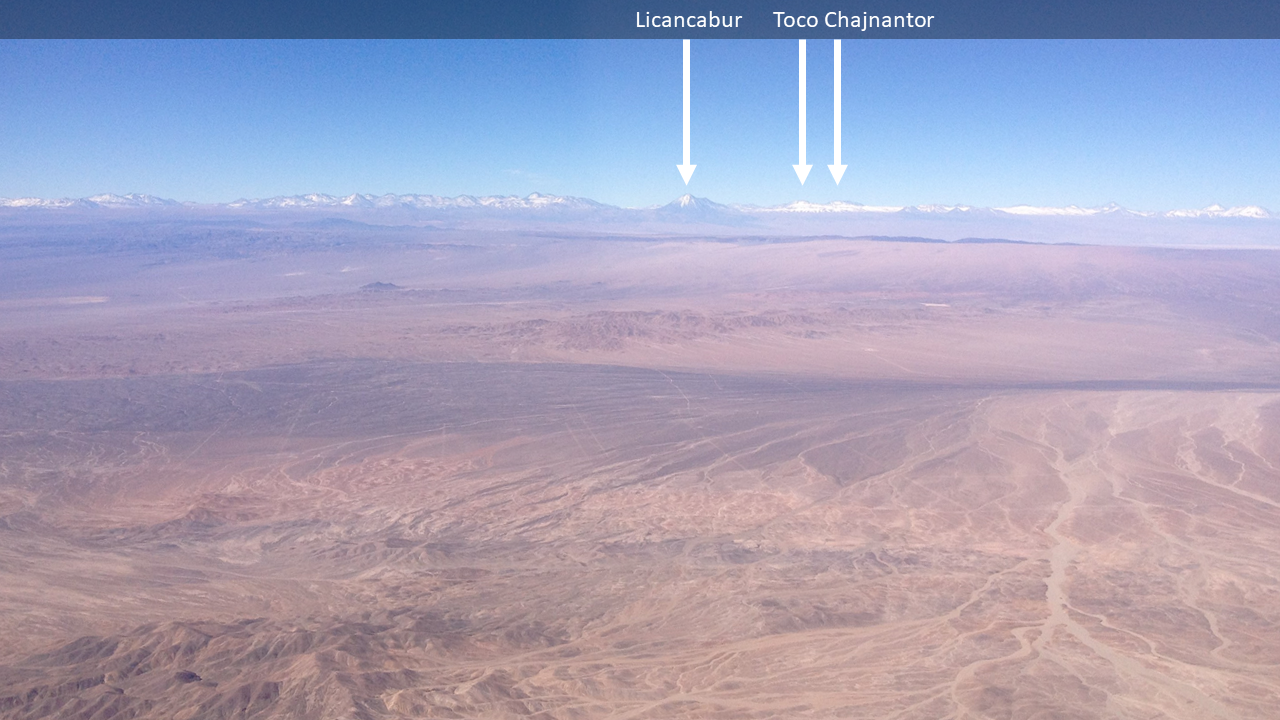
Vista aérea de la Cordillera de los Andes vista desde las inmediaciones de Calama, Chile. ACT está ubicado en el Cerro Toco, cerca del Cerro Chajnantor y el Volcán Licancabur.

Los telescopios CMB se benefician de ubicaciones áridas a gran altitud ya que  el vapor de agua en la atmósfera emite radiación de microondas que contamina las mediciones del CMB. ACT se encuentra en la meseta seca y alta (pero fácilmente accesible) de Chajnantor en las montañas andinas en el desierto de Atacama en el norte de Chile. Debido a las excepcionales condiciones de observación del desierto de Atacama y su accesibilidad por carretera y puertos cercanos, varios otros observatorios están ubicados en la región, incluyendo CBI, ASTE, Nanten, APEX y ALMA . Estos observatorios astronómicos y telescopios forman el Observatorio Llano de Chajnantor, un grupo de telescopios astronómicos principalmente observando en longitudes de onda milimétricas y submilimétricas.

## Diseño

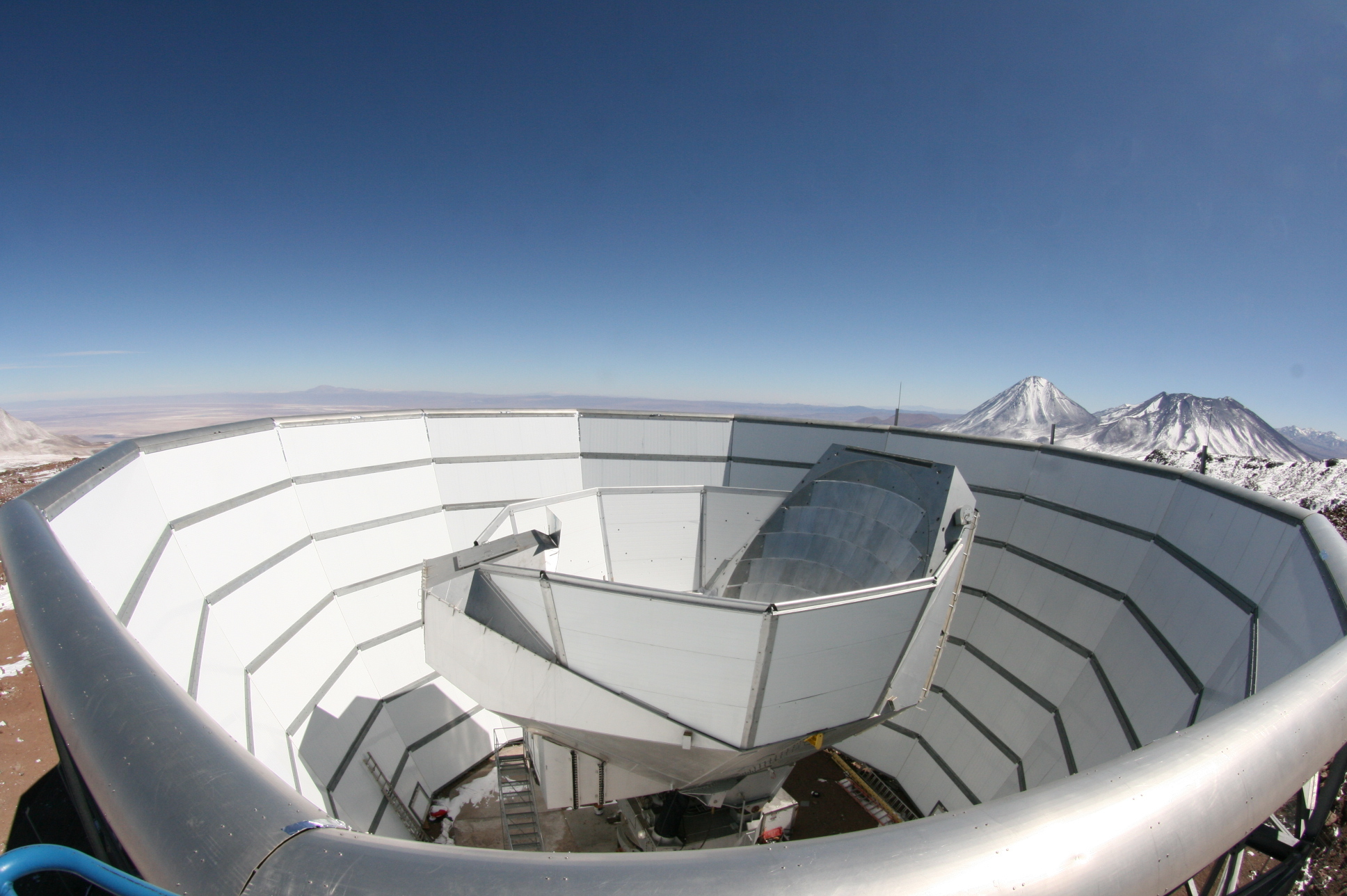
El Telescopio de Cosmología de Atacama visto desde la parte superior de la pantalla terrestre exterior. La mitad superior del espejo primario segmentado se puede ver por encima de la pantalla terrestre interior que se mueve con el telescopio.

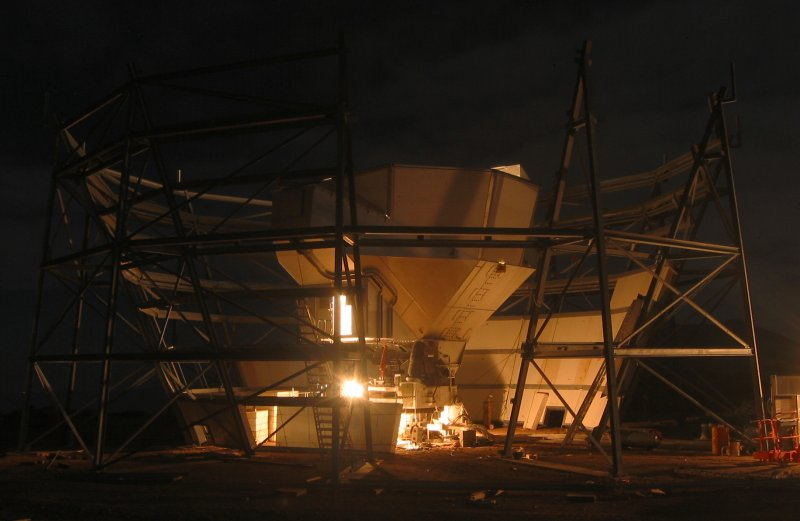
El Telescopio de Cosmología de Atacama. En esta imagen, la pantalla del suelo aún no se había completado, lo que permitía ver el telescopio.

### Telescopio
ACT es un telescopio gregoriano fuera de eje. Esta configuración fuera del eje es beneficiosa para minimizar los artefactos en la función de dispersión de puntos. Los reflectores del telescopio consisten en un telescopio de espejo primario de 6 metros (236 plg) y un espejo secundario de 2 metros (79 plg). Ambos espejos están compuestos por segmentos, que consisten en 71 (para el espejo primario) y 11 (para el espejo secundario) paneles de aluminio. Estos paneles siguen la forma de un elipsoide de revolución y se alinean cuidadosamente para formar una superficie de unión. A diferencia de la mayoría de los telescopios que rastrean el cielo giratorio durante la observación, el ACT observa el cielo manteniendo el telescopio orientado a una elevación constante y escudriñando izquierda y derecha en azimut a una velocidad relativamente rápida de dos grados por segundo. La parte giratoria del telescopio pesa aproximadamente 32 toneladas (35,3 ST), lo que crea un desafío de ingeniería sustancial. Una pantalla terrestre que rodea el telescopio bloquea la contaminación de la radiación de microondas emitida por el suelo. El diseño, la fabricación y la construcción del telescopio fueron realizados por Dynamic Structures en Vancouver, Columbia Británica .

### Instrumento
ACT puede acomodar tres cámaras de instrumentos simultáneamente. A lo largo de su operación, estas cámaras se han actualizado desde el diseño MBAC original al instrumento Advanced ACT actual, agregando progresivamente más funciones como la sensibilidad de polarización y la capacidad de detectar múltiples frecuencias en un módulo de instrumento. Cada cámara en ACT consta de un sistema de tres lentes, el foco gregoriano vuelve a generar una imagen en un plano focal del detector, una parada de Lyot vuelve a generar una imagen del espejo primario que permite la mitigación de la luz extraviada.
Las tres lentes en ACT están hechas de silicio con recubrimiento antirreflectante enfriado criogénicamente, un material deseable para instrumentos en el milímetro debido a su alto índice de refracción (n = 3). Los revestimientos antirreflectantes en ACTPol y AdvACT están hechos de silicio de metamaterial estructurado en longitud de onda inferior, una innovación en los telescopios CMB terrestres en ese momento. Los componentes ópticos y el módulo detector se mantienen al vacío con una ventana de plástico. Una pila de filtros rechaza la radiación infrarroja que es perjudicial para las observaciones de longitud de onda milimétrica.
La radiación se acopla térmicamente a los bolómetros del sensor de borde de transición, que se leen utilizando una matriz de SQUIDs.

### Observaciones
Las observaciones se realizan con resoluciones de aproximadamente un minuto de arco (1/60 de un grado) en tres frecuencias: 145 GHz, 215 GHz y 280 GHz. Cada frecuencia se mide con una matriz de 1024 elementos, cada elemento con dimensiones de 3 centímetros × 3 centímetros (1,2 en × 1.2 in), para un total de 3072 detectores entre las 3 matrices. Los detectores son sensores de borde de transición superconductores, una tecnología cuya alta sensibilidad permite medir la temperatura del CMB con una precisión de algunas millonésimas de grado centígrado. Un sistema de refrigeradores criogénicos de helio mantiene los detectores a un tercio de grado por encima del cero absoluto.

### Detectores
ACT ha tenido tres generaciones de cámaras. Cada cámara es el resultado del desarrollo de la tecnología de detectores especializados que se ha optimizado a lo largo de los años. Estas cámaras aprovechan las matrices de sensores de borde de transición superconductores para lograr una alta sensibilidad.
El primer conjunto de cámaras que poblaron el plano focal de ACT (MBAC) constaba de tres cámaras, cada una de las cuales era sensible a su propia banda y no tenía sensibilidad de polarización. La segunda generación de cámaras (ACTPol) agregó sensibilidad de polarización y la primera cámara en ser sensible a dos bandas (dicroica). La tercera generación de cámaras (AdvACT) incorporó los avances logrados en ACTPol, lo que permitió que todas las cámaras fueran sensibles a dos bandas.
| Fase   | arreglos | frecuencia (GHz) | Sens. (µK√s) | polaco | Años      | parches            |
| ------ | -------- | ---------------- | ------------ | ------ | --------- | ------------------ |
| MBAC   | ar1      | 148              | 30           | No     | 2008-2010 | Equ Sur            |
| MBAC   | ar2      | 217              | ?            | No     | 2008-2010 | Equ Sur            |
| MBAC   | ar3      | 277              | ?            | No     | 2010      | Equ Sur            |
| ACTPol | pa1      | 150              | 17-29        | Sí     | 2013-2015 | D2 D5 D6 D56 D8 BN |
| ACTPol | pa2      | 150              | 13-18        | Sí     | 2014-2016 | D2 D5 D6 D56 D8 BN |
| ACTPol | pa3      | 90               | dieciséis    | Sí     | 2015-2016 | D2 D5 D6 D56 D8 BN |
| ACTPol | pa3      | 150              | 21-22        | Sí     | 2015-2016 | D2 D5 D6 D56 D8 BN |
| AdvACT | pa4      | 150              | 18.2         | Sí     | 2017-2021 | AA Día‑N Día‑S     |
| AdvACT | pa4      | 220              | 34.1         | Sí     | 2017-2021 | AA Día‑N Día‑S     |
| AdvACT | pa5      | 98               | 12.5         | Sí     | 2017-2021 | AA Día‑N Día‑S     |
| AdvACT | pa5      | 150              | 13.9         | Sí     | 2017-2021 | AA Día‑N Día‑S     |
| AdvACT | pa6      | 98               | 11.3         | Sí     | 2017-2019 | AA Día‑N Día‑S     |
| AdvACT | pa6      | 150              | 12.6         | Sí     | 2017-2019 | AA Día‑N Día‑S     |
| AdvACT | pa7      | 27               | ?            | Sí     | 2020-2021 | AA Día‑N Día‑S     |
| AdvACT | pa7      | 39               | ?            | Sí     | 2020-2021 | AA Día‑N Día‑S     |

## Instituciones
ACT cuenta con colaboradores en la Universidad de Princeton, la Universidad de Cornell, la Universidad de Pensilvania, NASA/GSFC, la Universidad Johns Hopkins, la Universidad de British Columbia, NIST, la Pontificia Universidad Católica de Chile, la Universidad de KwaZulu-Natal, Perimeter Institute for Theoretical Física, el Instituto Canadiense de Astrofísica Teórica, la Universidad de Stanford, la Universidad de Stony Brook, la Universidad de Cardiff, el Laboratorio Nacional de Argonne, el Haverford College, la Universidad de Rutgers, la Universidad de Pittsburgh, UC Berkeley, la Universidad del Sur de California, la Universidad de Oxford, la Universidad de París-Saclay, Universidad de Illinois en Urbana-Champaign, Laboratorio Nacional de Aceleradores SLAC, Caltech, Universidad McGill, Centro de Astrofísica Computacional, Universidad Estatal de Arizona, Universidad de Columbia, Universidad Carnegie Mellon, Universidad de Chicago, Haverford College, Universidad Estatal de Florida, Universidad de West Chester, Universidad de Yale, y la Universidad de Toronto .